# Trío Ibérico
El trío ibérico de eclipses es el nombre con el que se refiere a la secuencia de tres eclipses solares que ocurrirán en España durante tres años consecutivos.
El primero será un eclipse total el 12 de agosto de 2026, seguido por otro eclipse total el 2 de agosto de 2027, y finalmente un eclipse anular el 26 de enero de 2028.
Se ha creado una comisión interministerial para coordinar las acciones relacionadas con los tres eclipses, planificando y coordinando las medidas necesarias para garantizar la seguridad ciudadana.

## Importancia
El eclipse de 2026 será el primero en Europa desde 1999.